# Labaroche
Labaroche (deutsch Zell) ist eine französische Gemeinde mit 2174 Einwohnern (Stand 1. Januar 2022) in den Vogesen im Département Haut-Rhin in der Region Grand Est (bis 2015 Elsass). Sie ist Mitglied der Communauté de communes de la Vallée de Kaysersberg.

## Geografie
Labaroche ist eine Streusiedlung mit dem Charakter eines Bergdorfes und liegt zwischen dem Münstertal und dem Kaysersberger Tal. Im Süden verläuft die Departementsstraße D11. Markante Berge sind der Grand Hohnack mit 980 m. ü. M. und der Petit Hohnack mit 927 m. ü. M. Die wichtigsten Flurnamen sind la Place, les Évaux, la Chapelle und Basse Baroche. Das Gemeindegebiet gehört zum Regionalen Naturpark Ballons des Vosges.

## Geschichte
Im 17. Jahrhundert war Labaroche ein alemannisches Dorf. Auf dem Hohnack wurde durch die Herrschaften von Pfirt und Rappoltstein ein Schloss errichtet (siehe Rappoltstein).
Von 1871 bis zum Ende des Ersten Weltkriegs gehörte Zell als Teil des Reichslandes Elsaß-Lothringen zum Deutschen Reich und war dem Kreis Rappoltsweiler im Bezirk Oberelsaß zugeordnet.

### Bevölkerungsentwicklung
| Jahr      | 1910 | 1962 | 1968 | 1975 | 1982 | 1990 | 1999 | 2007 | 2017 |
| --------- | ---- | ---- | ---- | ---- | ---- | ---- | ---- | ---- | ---- |
| Einwohner | 1495 | 1103 | 1157 | 1204 | 1483 | 1676 | 1985 | 2202 | 2165 |

## Sehenswürdigkeiten

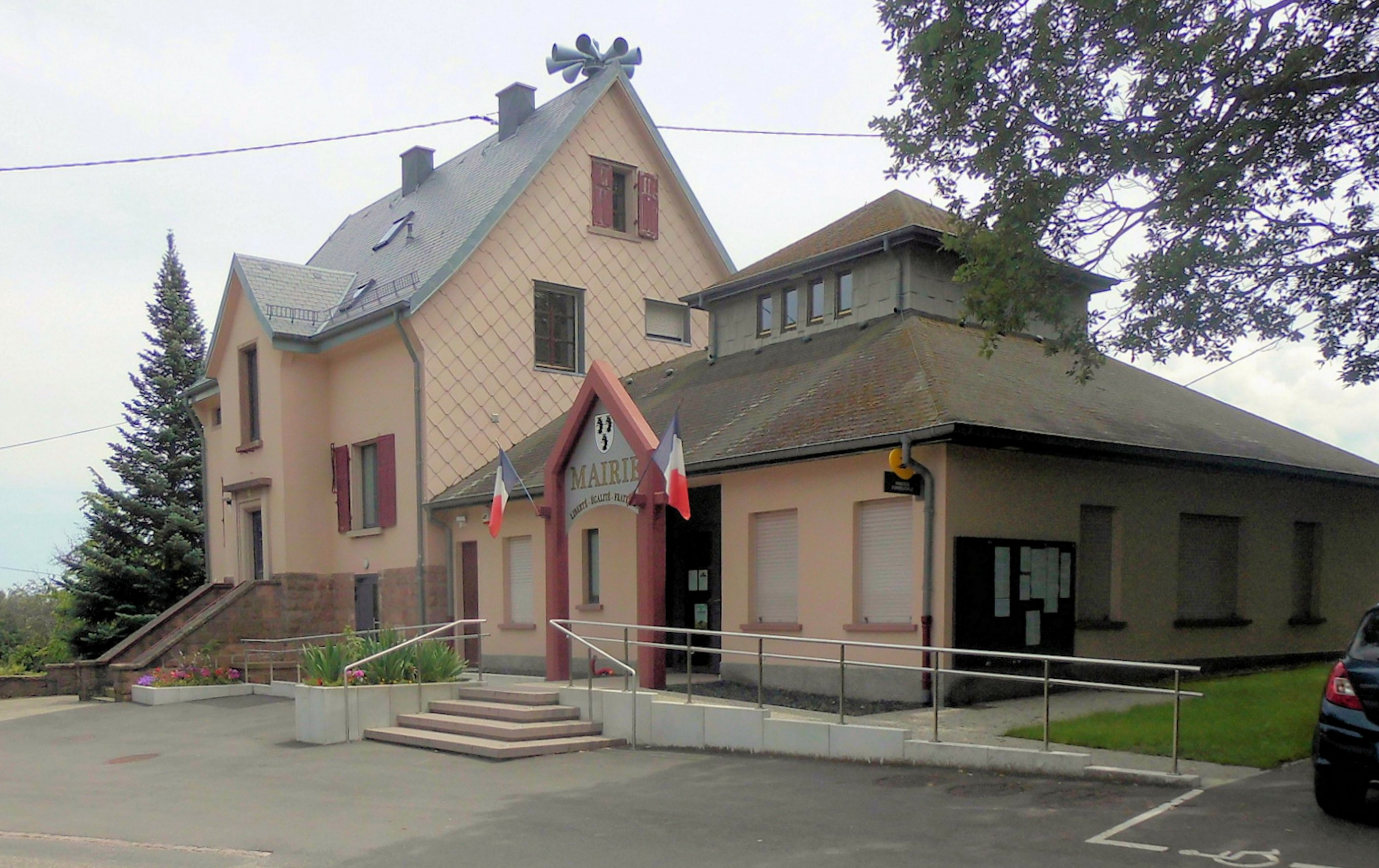
Mairie Labatoche

- Burg Hohnack (12./16. Jahrhundert): Die Ruine auf dem 927 Meter hohen Gipfel des Berges Petit-Hohnack ist die am zweithöchsten gelegene Burg im Elsass. Erhalten sind der Stumpf des Bergfrieds und die von vier Türmen, darunter einem Torturm, flankierte Ringmauer aus Buckelquadern.
- Musée des Métiers du Bois (Museum für das Holzhandwerk)[2]

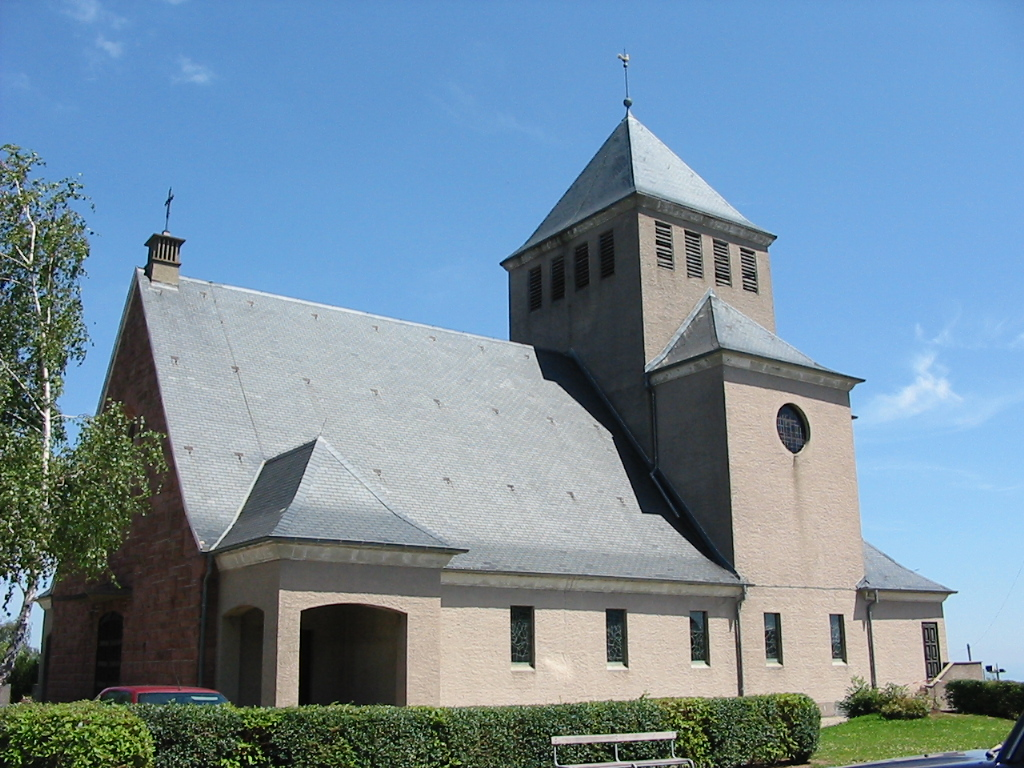
Kirche St. Josef
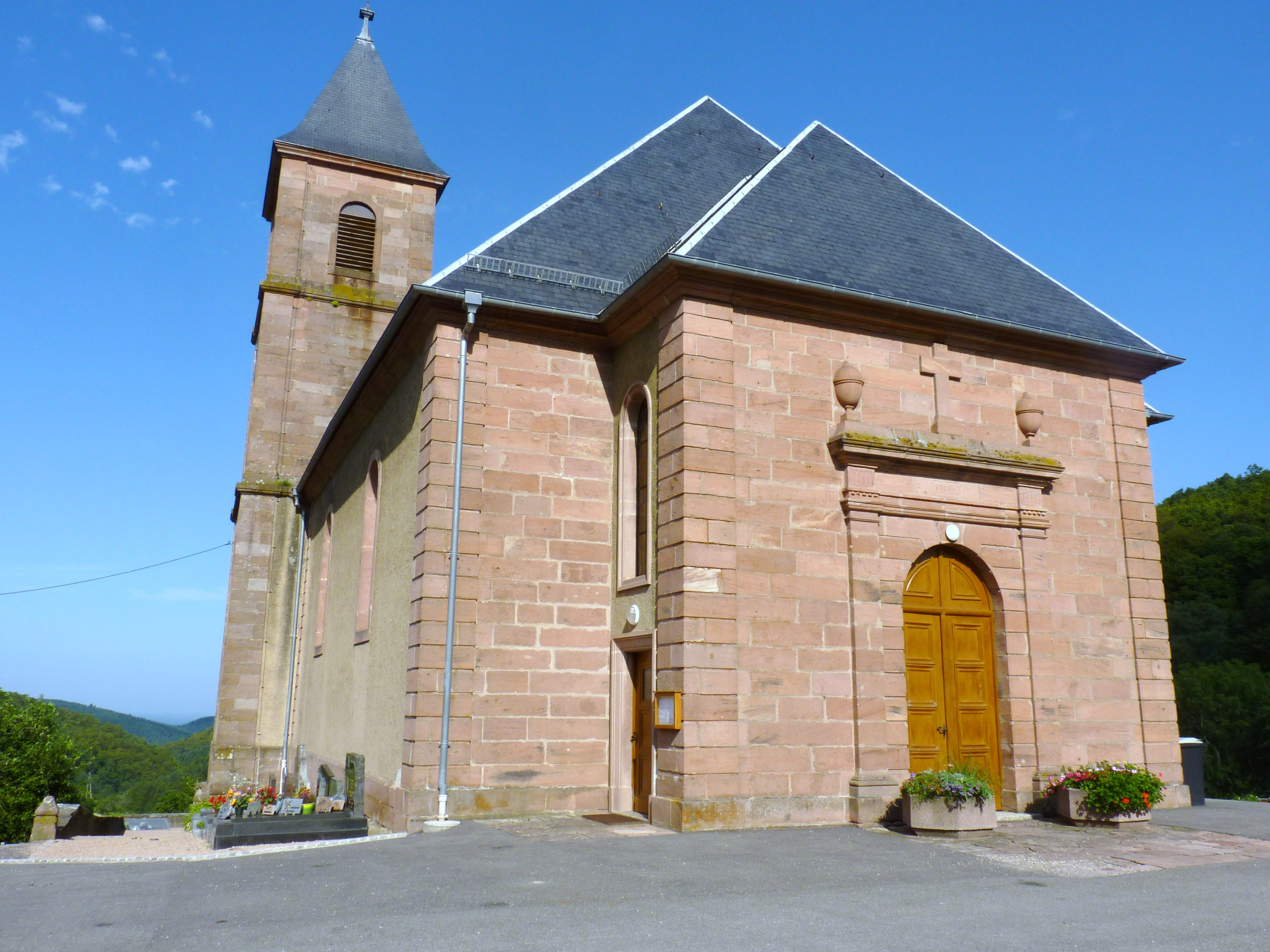
Kirche St. Michael
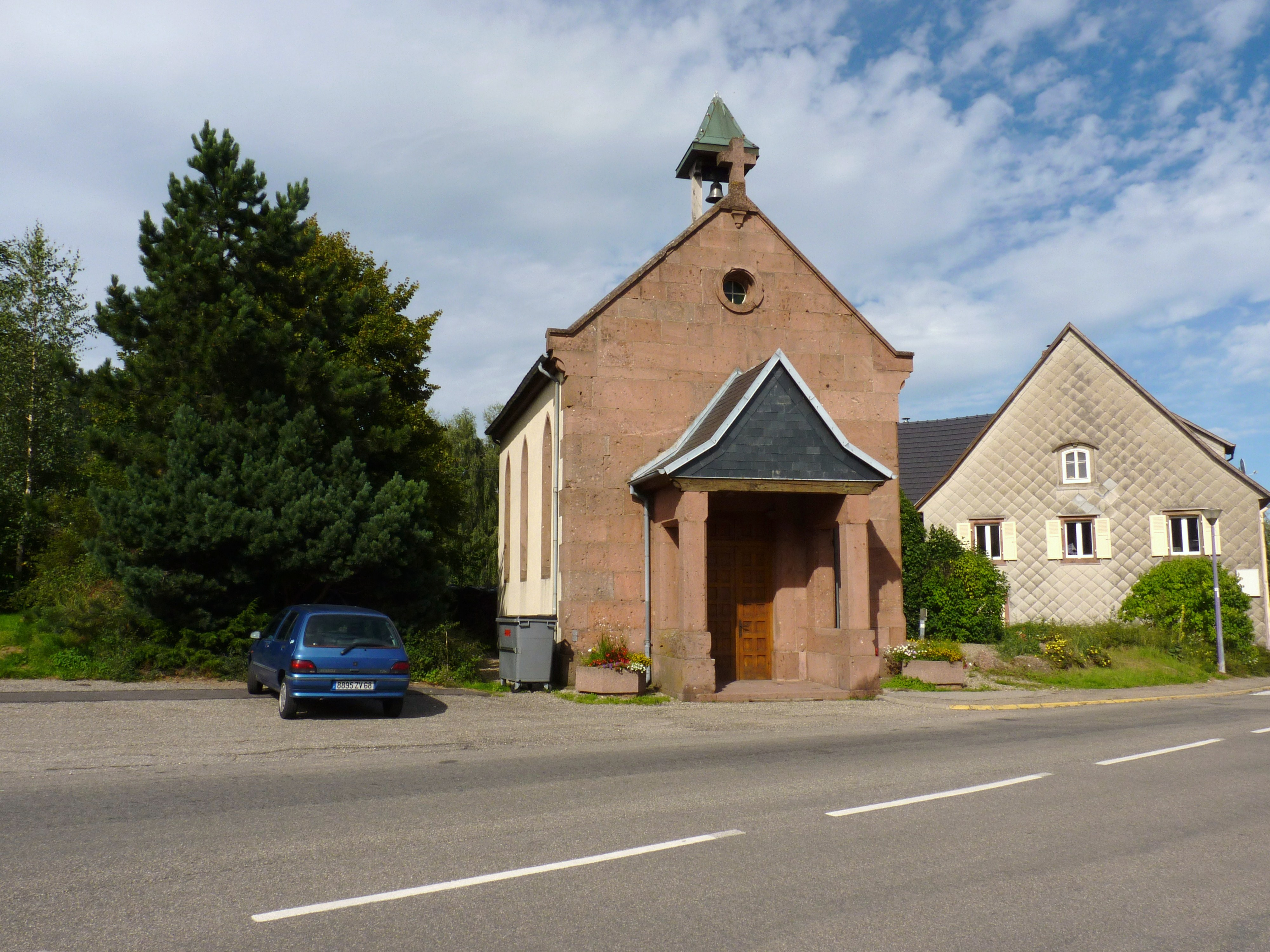
Kapelle St. Wandregisel
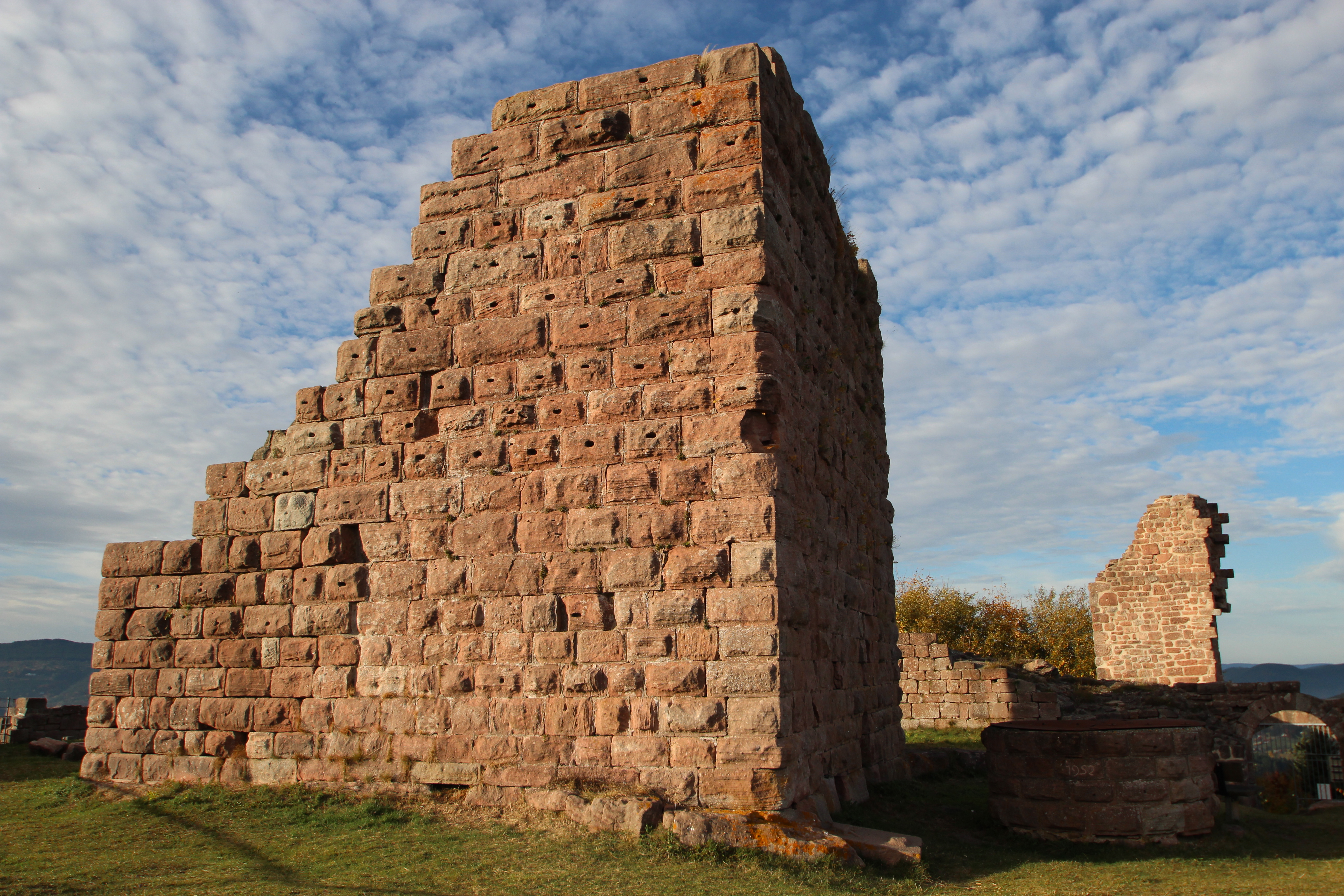
Burgruine Hohnack